# Wincenty Kasprzycki
Wincenty Kasprzycki, né en 1802 à Varsovie et mort le 27 mai 1849 dans la même ville est un peintre et lithographe polonais. Il est considéré comme un peintre classique et l'un des peintres paysagistes polonais le plus important de l’époque du Royaume de Pologne. 

## Biographie
Kasprzycki a étudié à l'Académie des beaux-arts de Varsovie puis de 1821 à 1828 à l'université de Vilnius sous Jan Rustem. Il s'est ensuite installé à Varsovie ou il produisit des séries de photos de la région de Varsovie, et des peintures de paysages. Il réalisa aussi des lithographies, principalement des portraits.

## Conservation
Ses œuvres se trouvent principalement conservées au musée national de Varsovie et dans d'autres collections en Pologne, en Lituanie et en Ukraine.

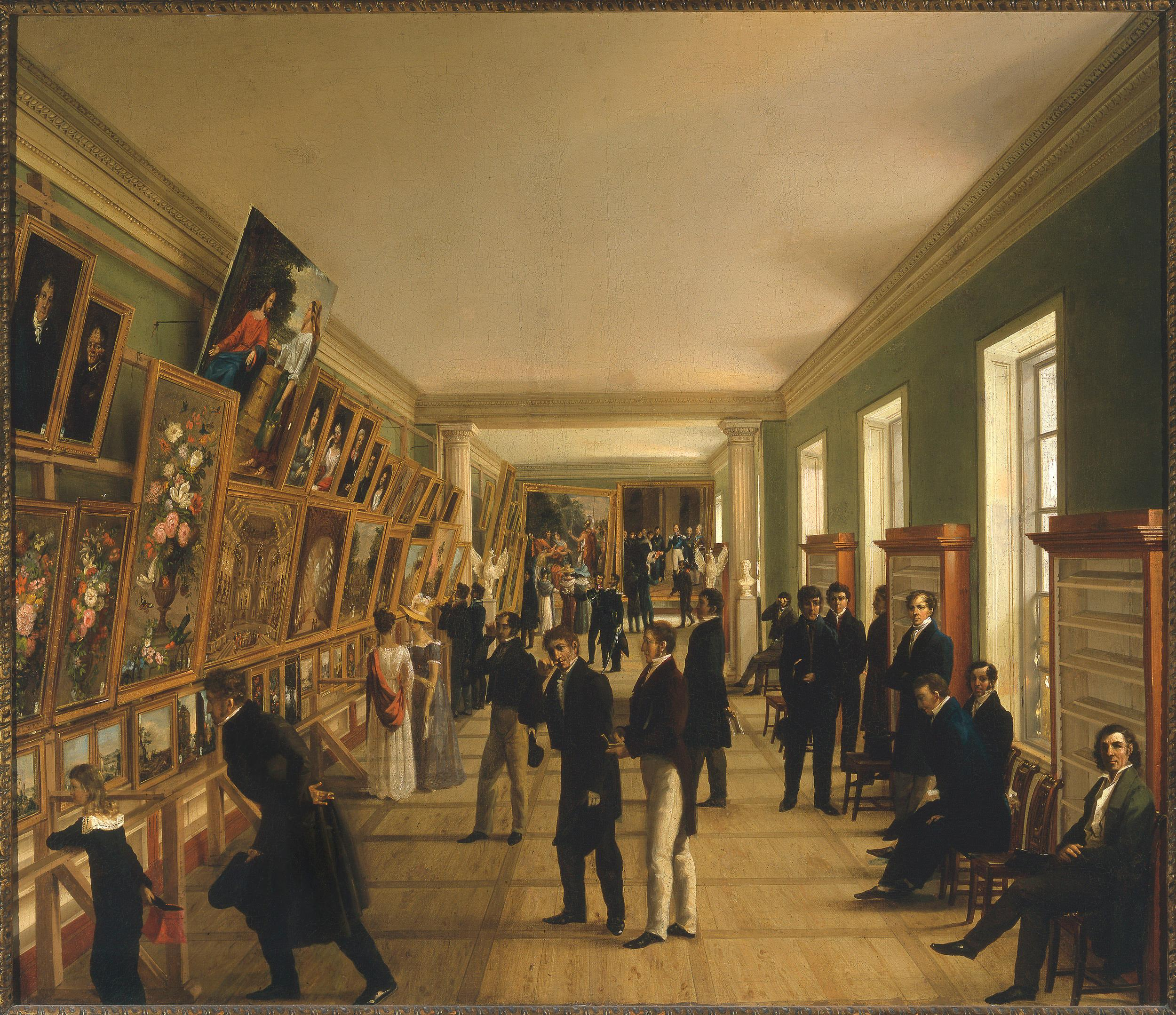
Exposition, 1828, musée des beaux arts de Varsovie.
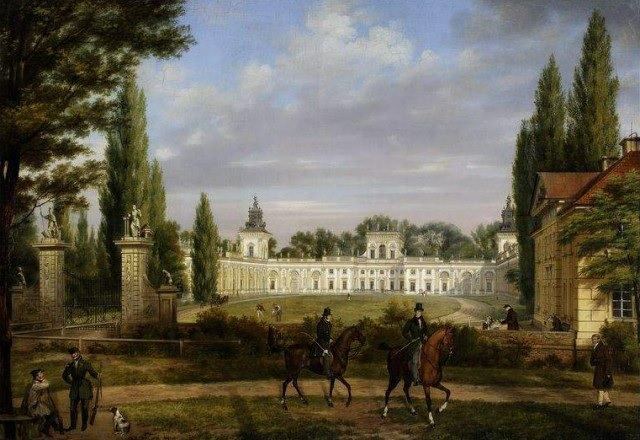
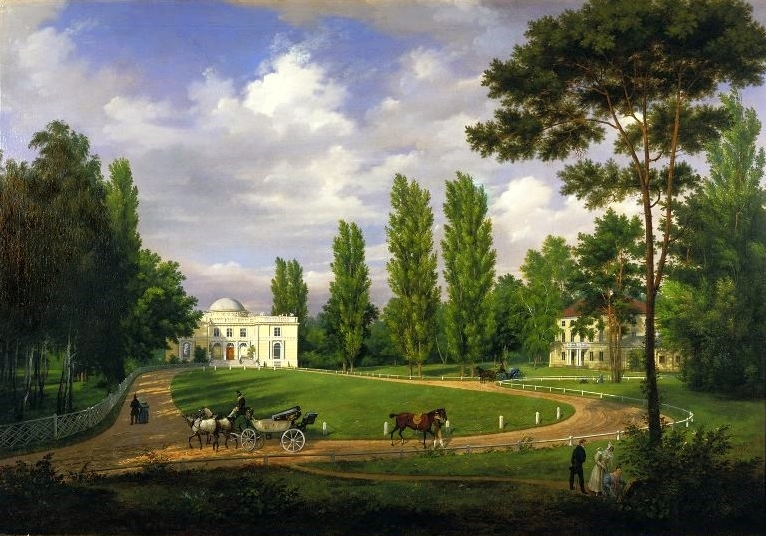
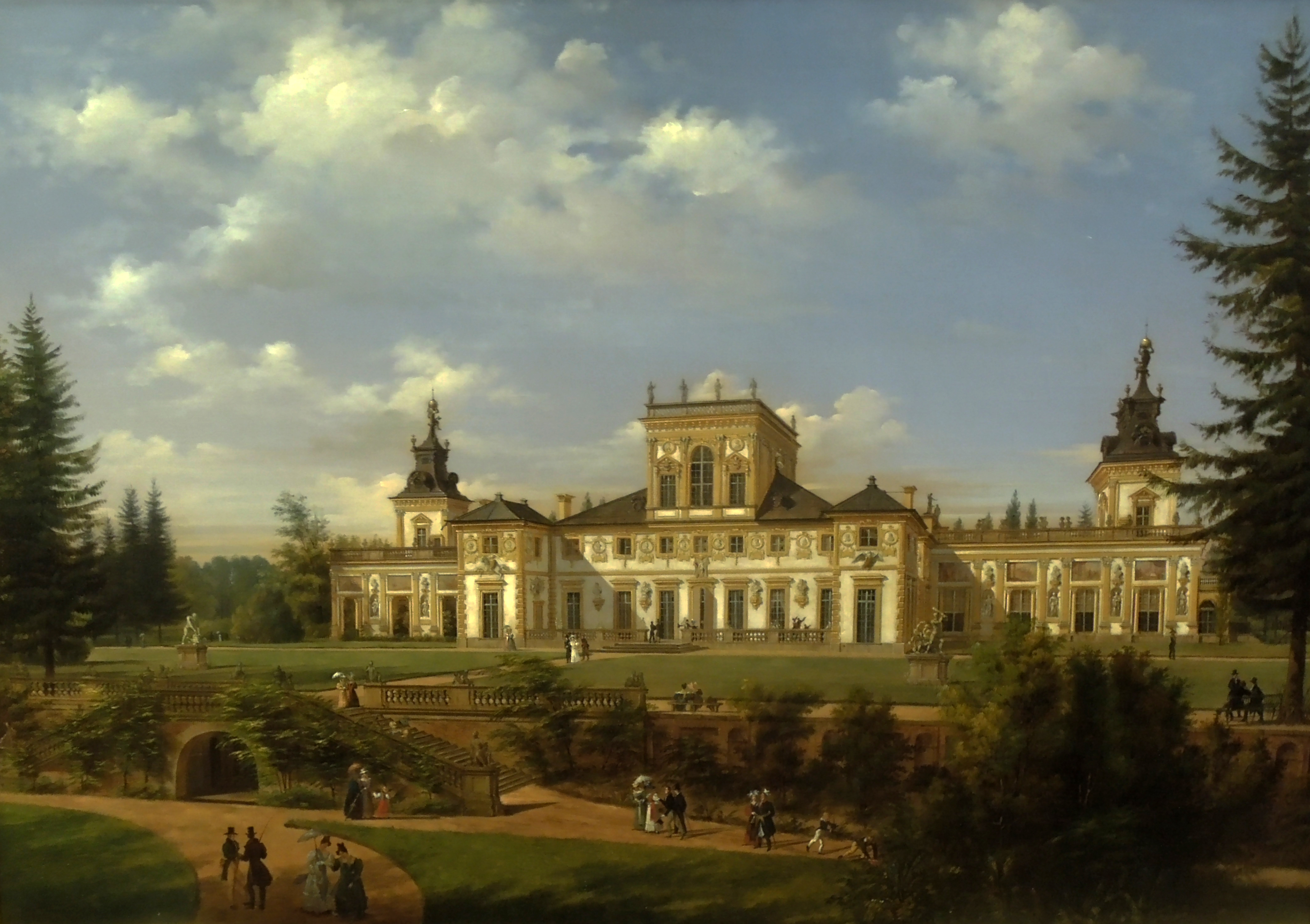